# Legamento di Treitz

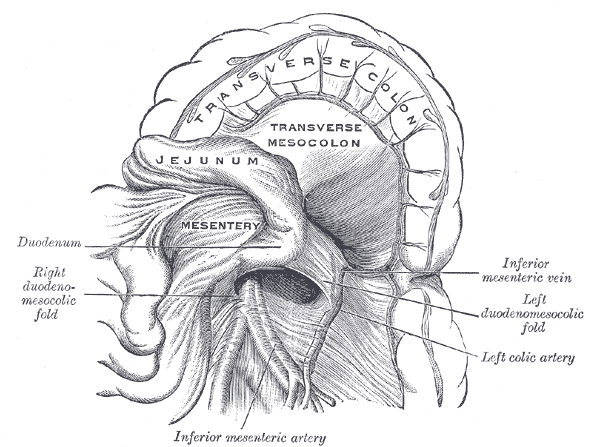
Legamento del Treitz

Il legamento del Treitz o legamento sospensore del duodeno in anatomia indica la struttura legamentosa che fissa l'ultimo tratto del duodeno (porzione ascendente) al pilastro diaframmatico mediano di destra, porzione destra dello iato esofageo. È rappresentato da una formazione tendinea centrale che si continua in due poli muscolari: superiore e inferiore, in continuità con le tonache muscolari di origine ed inserzione.
Il legamento del Treitz segna convenzionalmente il confine tra l'ultima porzione del duodeno e la prima porzione del digiuno. Tale confine è detto "flessura duodeno-digiunale".
Rappresenta un elemento per la distinzione tra emorragie delle alte vie digestive (emorragie superiori) ed emorragie delle basse vie digestive (emorragie inferiori), che originano rispettivamente a monte e a valle di questa struttura anatomica. Tale distinzione è rilevante, nella pratica clinica, per un rapido e corretto percorso diagnostico e terapeutico.